# 加氏袋狸
加氏袋狸（学名：Perameles gunnii）是袋狸科袋狸屬的一种，分布于澳大利亚东南部塔斯马尼亚州和维多利亚州，是一种小型有袋类动物，身体修长，头部狭长，耳朵突出。毛皮柔软，呈棕褐色，身体后半部有苍白色的条纹，腹部、腿部和尾部为白色，腿短尾小。嗅觉灵敏，主要以土壤中的无脊椎动物为食。